# Kordelio-Ewosmos
Kordelio–Ewosmos (gr. Δήμος Κορδελιού-Ευόσμου, Dimos Kordeliu-Ewosmu) – gmina w Grecji, w administracji zdecentralizowanej Macedonia-Tracja, w regionie Macedonia Środkowa, w jednostce regionalnej Saloniki. W 2011 roku liczyła 101 753 mieszkańców. Powstała 1 stycznia 2011 roku w wyniku połączenia dotychczasowych gmin Elefterio-Kordelio i Ewosmos. Siedzibą gminy jest Ewosmos.